# Бартувна, Ванда
 Ванда Бартувна  (пол. Wanda Bartówna; 21 июня 1917 — 31 августа 1980) — польская актриса театра, кино и радио.

## Биография
Ванда Бартувна родилась в Варшаве. Дебютировала в театре в 1937 году. Актриса театров в Варшаве, Лодзи и Гдыни. Закончила актёрскую карьеру в 1960 году и позднее работала в бюро жилищного кооператива. Умерла в Варшаве и там похоронена на кладбище Старые Повонзки.

## Избранная фильмография
- 1937 — Ты, что в Острой светишь Браме / Ty, co w Ostrej świecisz Bramie
- 1938 — Страхи / Strachy
- 1938 — Мои родители разводятся / Moi rodzice rozwodzą się
- 1938 — За несовершённые вины / Za winy niepopełnione
- 1948 — Последний этап / Ostatni etap